# Effectif des équipes à la Coupe d'Afrique des nations de football 2010
Cette page contient la liste de toutes les équipes et de leurs joueurs ayant participé à la Coupe d'Afrique des nations de football 2010. Les âges et le nombre de sélection des footballeurs sont ceux au début de la compétition.

## Effectifs des participants

### Algérie
| Numéro / Nom       | Numéro / Nom        | Équipe          | Sél. (but)      | Date de naissance | J.              |                 |                 |                 |                 |
| Gardiens de but    | Gardiens de but     | Gardiens de but | Gardiens de but | Gardiens de but   | Gardiens de but | Gardiens de but | Gardiens de but | Gardiens de but | Gardiens de but |
| ------------------ | ------------------- | --------------- | --------------- | ----------------- | --------------- | --------------- | --------------- | --------------- | --------------- |
| 1                  | Mohamed Ousserir    | CR Belouizdad   | 5 (0)           | 5 février 1978    | 0               | 0               | 0               | 0               | 0               |
| 16                 | Fawzi Chaouchi      | ES Sétif        | 2 (0)           | 5 décembre 1984   | 5               | 0               | 0               | 1               | 0               |
| 23                 | Amine Zemmamouche   | MC Alger        | 0 (0)           | 19 mars 1985      | 2               | 0               | 0               | 0               | 0               |
| Défenseurs         |                     |                 |                 |                   |                 |                 |                 |                 |                 |
| 2                  | Madjid Bougherra    | Glasgow Rangers | 34 (2)          | 7 octobre 1982    | 6               | 1               | 1               | 0               | 0               |
| 3                  | Nadir Belhadj       | Portsmouth FC   | 37 (4)          | 18 juin 1982      | 5               | 0               | 1               | 0               | 1               |
| 4                  | Anthar Yahia        | VFL Bochum      | 40 (5)          | 21 mars 1982      | 2               | 0               | 1               | 0               | 0               |
| 5                  | Rafik Halliche      | SL Benfica      | 9 (1)           | 2 septembre 1986  | 5               | 1               | 0               | 1               | 0               |
| 11                 | Slimane Raho        | ES Setif        | 45 (0)          | 20 octobre 1975   | 2               | 0               | 0               | 0               | 0               |
| 12                 | Redha Babouche      | MC Alger        | 1 (0)           | 3 juillet 1979    | 1               | 0               | 0               | 0               | 0               |
| 14                 | Abdelkader Laïfaoui | ES Setif        | 3 (0)           | 9 juillet 1981    | 3               | 0               | 1               | 0               | 0               |
| 17                 | Samir Zaoui         | ASO Chlef       | 21 (0)          | 3 juin 1976       | 2               | 0               | 1               | 0               | 0               |
| Milieux de terrain |                     |                 |                 |                   |                 |                 |                 |                 |                 |
| 6                  | Yazid Mansouri      | FC Lorient      | 58 (0)          | 25 février 1978   | 6               | 0               | 0               | 0               | 0               |
| 7                  | Yacine Bezzaz       | RC Strasbourg   | 19 (3)          | 10 août 1981      | 2               | 0               | 0               | 0               | 0               |
| 13                 | Karim Matmour       | Mönchengladbach | 16 (1)          | 25 juin 1985      | 5               | 1               | 2               | 0               | 0               |
| 15                 | Karim Ziani         | VFL Wolfsburg   | 46 (4)          | 17 août 1982      | 6               | 0               | 1               | 0               | 0               |
| 18                 | Hameur Bouazza      | Blackpool       | 10 (1)          | 22 février 1985   | 5               | 1               | 0               | 0               | 0               |
| 19                 | Hassan Yebda        | SL Benfica      | 2 (0)           | 14 juin 1984      | 6               | 0               | 1               | 0               | 0               |
| 20                 | Mourad Meghni       | Lazio de Rome   | 5 (0)           | 16 avril 1984     | 4               | 0               | 0               | 0               | 0               |
| 22                 | Djamel Abdoun       | FC Nantes       | 0 (0)           | 14 février 1986   | 4               | 0               | 0               | 0               | 0               |
| Attaquants         |                     |                 |                 |                   |                 |                 |                 |                 |                 |
| 9                  | Abdelkader Ghezzal  | AC Sienne       | 10 (3)          | 5 décembre 1984   | 6               | 0               | 1               | 0               | 0               |
| 10                 | Rafik Saifi         | Al-Khor SC      | 55 (18)         | 7 février 1975    | 3               | 0               | 0               | 0               | 0               |
| 21                 | Abdelmalek Ziaya    | Ittihad FC      | 0 (0)           | 23 janvier 1984   | 3               | 0               | 0               | 0               | 0               |
| Sélectionneur      |                     |                 |                 |                   |                 |                 |                 |                 |                 |
|                    | Rabah Saâdane       |                 |                 | 3 juin 1946       |                 |                 |                 |                 |                 |

### Angola
| Numéro / Nom       | Numéro / Nom    | Équipe                              | Sél. (but)      | Date de naissance | J.              |                 |                 |                 |                 |
| Gardiens de but    | Gardiens de but | Gardiens de but                     | Gardiens de but | Gardiens de but   | Gardiens de but | Gardiens de but | Gardiens de but | Gardiens de but | Gardiens de but |
| ------------------ | --------------- | ----------------------------------- | --------------- | ----------------- | --------------- | --------------- | --------------- | --------------- | --------------- |
| 1                  | Lama            | Atlético Petróleos Luanda           | 33 (0)          | 1er février 1981  | 0               | 0               | 0               | 0               | 0               |
| 13                 | Carlos          | Rio Ave FC                          | 4 (0)           | 18 décembre 1979  | 4               | 0               | 0               | 0               | 0               |
| 22                 | Wilson          | Clube Recreativo da Caála           | 1 (0)           | 22 juillet 1984   | 0               | 0               | 0               | 0               | 0               |
| Défenseurs         |                 |                                     |                 |                   |                 |                 |                 |                 |                 |
| 21                 | Mabina          | Atlético Petróleos Luanda           | 9 (0)           | 6 octobre 1987    | 4               | 0               | 1               | 0               | 0               |
| 2                  | Jamuana         | Atlético Petróleos Luanda           | 10 (0)          | 23 novembre 1984  | 2               | 0               | 0               | 0               | 0               |
| 3                  | Enoque          | Santos Futebol Clube de Angola      | 5 (0)           | 16 août 1987      | 2               | 0               | 0               | 0               | 0               |
| 4                  | Dias Caires     | Grupo Desportivo Sagrada Esperança  | 13 (0)          | 18 avril 1978     | 1               | 0               | 0               | 0               | 0               |
| 15                 | Rui Marques     | Leeds United                        | 15 (0)          | 3 septembre 1977  | 4               | 0               | 0               | 0               | 0               |
| 20                 | Stélvio         | União Desportiva de Leiria          | 5 (0)           | 24 janvier 1989   | 3               | 0               | 2               | 0               | 0               |
| 5                  | Kali            | Sans club                           | 49 (0)          | 11 octobre 1978   | 4               | 0               | 0               | 0               | 0               |
| Milieux de terrain |                 |                                     |                 |                   |                 |                 |                 |                 |                 |
| 11                 | Gilberto        | Al Ahly SC                          | 45 (5)          | 21 septembre 1982 | 4               | 1               | 0               | 0               | 0               |
| 10                 | Zuela           | FC Kouban Krasnodar                 | 3 (0)           | 3 août 1983       | 4               | 0               | 0               | 0               | 0               |
| 19                 | Dédé            | FC Timişoara                        | 13 (0)          | 4 juillet 1981    | 1               | 0               | 0               | 0               | 0               |
| 17                 | Zé Kalanga      | FC Dinamo Bucarest                  | 42 (5)          | 12 octobre 1983   | 2               | 0               | 0               | 0               | 0               |
| 14                 | Djalma          | Club Sport Marítimo                 | 8 (1)           | 30 mai 1987       | 4               | 0               | 0               | 0               | 0               |
| 6                  | David           | Atlético Petróleos Luanda           | 3 (0)           | 24 février 1988   | 1               | 0               | 0               | 0               | 0               |
| 8                  | Xara            | Atlético Petróleos Luanda           | 16 (0)          | 10 octobre 1980   | 4               | 0               | 1               | 0               | 0               |
| 7                  | Job             | Atlético Petróleos Luanda           | 16 (1)          | 27 septembre 1987 | 2               | 0               | 0               | 0               | 0               |
| Attaquants         |                 |                                     |                 |                   |                 |                 |                 |                 |                 |
| 16                 | Flávio Amado    | Al-Shabab Riyad                     | 57 (21)         | 30 décembre 1979  | 3               | 3               | 0               | 0               | 0               |
| 12                 | Johnson Macaba  | Clube Recreativo Desportivo Libolo  | 10 (0)          | 23 novembre 1978  | 1               | 0               | 0               | 0               | 0               |
| 9                  | Mantorras       | Benfica Lisbonne                    | 28 (4)          | 18 mars 1982      | 1               | 0               | 0               | 0               | 0               |
| 18                 | Love            | Clube Desportivo Primeiro de Agosto | 47 (7)          | 14 mars 1979      | 1               | 0               | 0               | 0               | 0               |
| 23                 | Manucho         | Real Valladolid                     | 20 (8)          | 7 mars 1983       | 4               | 2               | 0               | 0               | 0               |
| Sélectionneur      |                 |                                     |                 |                   |                 |                 |                 |                 |                 |
|                    | Manuel José     |                                     |                 | 9 avril 1946      |                 |                 |                 |                 |                 |

### Bénin
| Numéro / Nom       | Numéro / Nom             | Equipe actuelle                     | Sél.            | Date de naissance | J.              |                 |                 |                 |                 |
| Gardiens de but    | Gardiens de but          | Gardiens de but                     | Gardiens de but | Gardiens de but   | Gardiens de but | Gardiens de but | Gardiens de but | Gardiens de but | Gardiens de but |
| ------------------ | ------------------------ | ----------------------------------- | --------------- | ----------------- | --------------- | --------------- | --------------- | --------------- | --------------- |
| 1                  | Yoann Djidonou           | FC Libourne-Saint-Seurin            | 16 (0)          | 17 mai 1986       | 3               |                 |                 |                 |                 |
| 16                 | Rachad Chitou            | Wikki Tourists FC                   | 26 (1)          | 18 septembre 1976 | 1               |                 |                 |                 |                 |
| 22                 | Valere Amoussou          | AS Porto-Novo                       | 1 (0)           | 13 mars 1987      | 0               |                 |                 |                 |                 |
| Défenseurs         |                          |                                     |                 |                   |                 |                 |                 |                 |                 |
| 3                  | Khaled Adenon            | SC Bastia                           | 25 (1)          | 28 juillet 1985   | 3               |                 | 2               |                 |                 |
| 21                 | Mouftaou Adoun           | ASPAC Cotonou                       | 2 (0)           | 10 avril 1991     |                 |                 |                 |                 |                 |
| 5                  | Koffi Damien Chrysostome | Denizlispor                         | 43 (0)          | 24 mai 1982       | 3               |                 |                 |                 |                 |
| 23                 | Emmanuel Imorou          | FC Gueugnon                         | 0 (0)           | 16 septembre 1988 | 2               |                 |                 |                 |                 |
| 6                  | Reda Johnson             | Plymouth Argyle FC                  | 3 (0)           | 21 mars 1988      |                 |                 |                 |                 |                 |
| 2                  | Junior Salomon           | ASPAC Cotonou                       | 0 (0)           | 8 avril 1986      |                 |                 |                 |                 |                 |
| 12                 | Félicien Singbo          | Lokomotiv Plovdiv                   | 15 (0)          | 25 octobre 1980   | 3               |                 |                 |                 |                 |
| Milieux de terrain |                          |                                     |                 |                   |                 |                 |                 |                 |                 |
| 7                  | Romuald Boco             | Sligo Rovers                        | 35 (1)          | 8 juillet 1985    | 3               |                 | 1               |                 |                 |
| 15                 | Gérard Adanhoumé         | FC Soleil                           | 0 (0)           | 26 novembre 1986  |                 |                 |                 |                 |                 |
| 19                 | Jocelyn Ahoueya          | FC Sion                             | 42 (2)          | 19 décembre 1985  | 2               |                 |                 |                 |                 |
| 4                  | Djiman Koukou            | Évian Thonon Gaillard Football Club | 9 (1)           | 14 novembre 1990  | 3               |                 |                 |                 |                 |
| 18                 | Séïdath Tchomogo         | East Riffa                          | 34 (3)          | 13 août 1985      | 3               |                 |                 |                 |                 |
| 13                 | Jean Louis Pascal Angan  | Wydad de Casablanca                 | 4 (0)           | 19 avril 1986     | 1               |                 |                 |                 |                 |
| 10                 | Nouhoum Kobéna           | Al Medina Tripoli                   | 11 (0)          | 1er juin 1985     | 2               |                 |                 |                 |                 |
| 11                 | Mouri Ogunbiyi           | En Avant de Guingamp                | 32 (6)          | 10 octobre 1982   | 3               |                 |                 |                 |                 |
| 20                 | Arnaud Séka              | Tonnerre de Bohicon                 | 0 (0)           | 30 octobre 1985   | 2               |                 | 1               |                 |                 |
| 17                 | Stéphane Sessègnon       | Sunderland AFC                      | 32 (4)          | 1er juin 1984     | 2               |                 | 2               |                 |                 |
| Attaquants         |                          |                                     |                 |                   |                 |                 |                 |                 |                 |
| 9                  | Mohamed Aoudou           | Évian Thonon Gaillard Football Club | 3 (2)           | 30 novembre 1989  | 1               |                 |                 |                 |                 |
| 8                  | Razak Omotoyossi         | FC Metz                             | 31 (15)         | 8 octobre 1985    | 3               | 1               | 1               |                 |                 |
| 14                 | Mickaël Poté             | OGC Nice                            | 10 (0)          | 24 septembre 1984 | 2               |                 |                 |                 |                 |
| Sélectionneur      |                          |                                     |                 |                   |                 |                 |                 |                 |                 |
|                    | Michel Dussuyer          |                                     |                 | 28 mai 1959       |                 |                 |                 |                 |                 |

### Burkina Faso
| Numéro / Nom       | Numéro / Nom             | Equipe actuelle                        | Sél.            | Date de naissance | J.              |                 |                 |                 |                 |
| Gardiens de but    | Gardiens de but          | Gardiens de but                        | Gardiens de but | Gardiens de but   | Gardiens de but | Gardiens de but | Gardiens de but | Gardiens de but | Gardiens de but |
| ------------------ | ------------------------ | -------------------------------------- | --------------- | ----------------- | --------------- | --------------- | --------------- | --------------- | --------------- |
| 1                  | Daouda Diakité           | Al Moqaouloun al-Arab                  | 13(0)           | 30 mars 1983      | 2               | 0               | 0               | 0               | 0               |
| 22                 | Germain Sanou            | AS Saint-Etienne (centre de formation) | 0(0)            | 26 mai 1992       | 0               | 0               | 0               | 0               | 0               |
| 16                 | Adama Sawadogo           | ASFA Yennenga                          | 1(0)            | 20 janvier 1990   | 0               | 0               | 0               | 0               | 0               |
| Défenseurs         |                          |                                        |                 |                   |                 |                 |                 |                 |                 |
| 3                  | Ibrahim Gnanou           | FK Alania Vladikavkaz                  | 6(0)            | 8 décembre 1986   | 1               | 0               | 0               | 0               | 0               |
| 6                  | Bakary Koné              | EA Guingamp                            | 11(0)           | 27 avril 1988     | 2               | 0               | 0               | 0               | 0               |
| 17                 | Paul Koulibaly           | UD Leiria                              | 16(0)           | 24 mars 1986      | 2               | 0               | 1               | 0               | 0               |
| 2                  | Moussa Ouattara          | 1. FC Kaiserslautern                   | 27(0)           | 31 décembre 1981  | 0               | 0               | 0               | 0               | 0               |
| 12                 | Saïdou Panandétiguiri    | UD Leiria                              | 31(1)           | 22 mars 1984      | 2               | 0               | 2               | 0               | 0               |
| 4                  | Mamadou Tall             | UD Leiria                              | 31(0)           | 4 décembre 1984   | 2               | 0               | 1               | 0               | 1               |
| Milieux de terrain |                          |                                        |                 |                   |                 |                 |                 |                 |                 |
| 18                 | Charles Kaboré           | Olympique de Marseille                 | 18(1)           | 9 février 1988    | 2               | 0               | 0               | 0               | 0               |
| 8                  | Mahamoudou Kere          | Royal Charleroi SC                     | 35(2)           | 1er février 1982  | 2               | 0               | 0               | 0               | 0               |
| 5                  | Mohamed Koffi            | Petrojet                               | 5(1)            | 30 décembre 1986  | 1               | 0               | 0               | 0               | 0               |
| 20                 | Abdoul-Aziz Nikiema      | Qingdao Jonoon                         | 12(1)           | 12 juin 1985      | 0               | 0               | 0               | 0               | 0               |
| 11                 | Jonathan Pitroipa        | Hambourg SV                            | 18(2)           | 12 avril 1986     | 2               | 0               | 0               | 0               | 0               |
| 7                  | Florent Rouamba          | FC Sheriff Tiraspol                    | 17(1)           | 31 décembre 1986  | 1               | 0               | 0               | 0               | 0               |
| 10                 | Wilfried Sanou           | 1. FC Cologne                          | 14(3)           | 16 mars 1984      | 0               | 0               | 0               | 0               | 0               |
| 23                 | Wilfried Benjamin Balima | FC Sheriff Tiraspol                    | 2(0)            | 20 mars 1985      | 0               | 0               | 0               | 0               | 0               |
| Attaquants         |                          |                                        |                 |                   |                 |                 |                 |                 |                 |
| 21                 | Habib Bamogo             | OGC Nice                               | 3(1)            | 8 mai 1982        | 2               | 0               | 1               | 0               | 0               |
| 9                  | Moumouni Dagano          | Al-Khor Sports Club                    | 43(20)          | 1er janvier 1981  | 2               | 0               | 0               | 0               | 0               |
| 19                 | Yssouf Koné              | CFR Cluj                               | 9(3)            | 19 février 1982   | 1               | 0               | 0               | 0               | 0               |
| 13                 | Issouf Ouattara          | UD Leiria                              | 6(1)            | 7 octobre 1988    | 0               | 0               | 0               | 0               | 0               |
| 15                 | Narcisse Yaméogo         | FK Mughan                              | 19(4)           | 19 novembre 1980  | 1               | 0               | 0               | 0               | 0               |
| 14                 | Patrick Zoundi           | Fortuna Düsseldorf                     | 15(0)           | 19 juillet 1982   | 0               | 0               | 0               | 0               | 0               |
| Sélectionneur      |                          |                                        |                 |                   |                 |                 |                 |                 |                 |
|                    | Paulo Duarte             |                                        |                 | 6 avril 1969      |                 |                 |                 |                 |                 |

### Cameroun
| Numéro / Nom       | Numéro / Nom           | Equipe actuelle            | Sél.            | Date de naissance | J.              |                 |                 |                 |                 |
| Gardiens de but    | Gardiens de but        | Gardiens de but            | Gardiens de but | Gardiens de but   | Gardiens de but | Gardiens de but | Gardiens de but | Gardiens de but | Gardiens de but |
| ------------------ | ---------------------- | -------------------------- | --------------- | ----------------- | --------------- | --------------- | --------------- | --------------- | --------------- |
| 1                  | Carlos Idriss Kameni   | Espanyol de Barcelone      | 53 (0)          | 18 février 1984   | 4               |                 | 1               |                 |                 |
| 16                 | Souleymanou Hamidou    | Kayserispor                | 18 (0)          | 22 novembre 1973  |                 |                 |                 |                 |                 |
| 22                 | Guy Roland Ndy Assembe | Valenciennes Football Club | 0 (0)           | 28 février 1986   |                 |                 |                 |                 |                 |
| Défenseurs         |                        |                            |                 |                   |                 |                 |                 |                 |                 |
| 4                  | Rigobert Song          | Trabzonspor                | 112 (4)         | 1er juillet 1976  | 3               |                 |                 |                 |                 |
| 8                  | Geremi Njitap          | Ankaragücü                 | 102 (11)        | 20 décembre 1978  | 3               | 1               | 1               |                 |                 |
| 23                 | André Bikey            | Burnley FC                 | 22 (1)          | 8 janvier 1985    | 2               |                 |                 |                 |                 |
| 12                 | Henri Bedimo           | RC Lens                    | 2 (0)           | 4 juin 1984       | 3               |                 |                 |                 |                 |
| 2                  | Gilles Augustin Binya  | Neuchâtel Xamax FC         | 12 (0)          | 29 août 1984      | 2               |                 | 1               |                 |                 |
| 3                  | Nicolas Nkoulou        | AS Monaco                  | 7 (0)           | 27 mars 1990      | 4               |                 | 1               |                 |                 |
| 5                  | Aurélien Chedjou       | Lille OSC                  | 4 (0)           | 20 juin 1985      | 3               |                 |                 |                 | 1               |
| Milieux de terrain |                        |                            |                 |                   |                 |                 |                 |                 |                 |
| 11                 | Jean II Makoun         | Olympique lyonnais         | 41 (3)          | 29 mai 1983       | 3               |                 | 1               |                 |                 |
| 6                  | Alexandre Song         | Arsenal FC                 | 15 (0)          | 9 septembre 1987  | 4               |                 |                 |                 |                 |
| 7                  | Landry N'Guemo         | Celtic FC                  | 14 (1)          | 28 novembre 1985  | 2               | 1               |                 |                 |                 |
| 19                 | Stéphane Mbia          | Olympique de Marseille     | 26 (3)          | 20 mai 1986       | 1               |                 | 1               |                 |                 |
| 18                 | Eyong Enoh             | Ajax Amsterdam             | 7 (0)           | 23 mars 1986      | 3               |                 |                 |                 |                 |
| 10                 | Achille Emana          | Real Betis Balompié        | 27 (4)          | 5 juin 1982       | 3               | 1               |                 |                 |                 |
| 20                 | Georges Mandjeck       | 1. FC Kaiserslautern       | 1 (0)           | 9 décembre 1988   | 2               |                 | 1               |                 |                 |
| Attaquants         |                        |                            |                 |                   |                 |                 |                 |                 |                 |
| 9                  | Samuel Eto'o           | Inter Milan                | 87 (41)         | 10 mars 1981      | 4               | 2               | 1               |                 |                 |
| 15                 | Achille Webo           | RCD Majorque               | 34 (12)         | 20 janvier 1982   | 3               |                 |                 |                 |                 |
| 13                 | Somen Tchoyi           | Red Bull Salzbourg         | 10 (2)          | 29 mars 1983      | 2               |                 |                 |                 |                 |
| 14                 | Paul Alo'o Efoulou     | AS Nancy-Lorraine          | 6 (0)           | 12 novembre 1983  |                 |                 |                 |                 |                 |
| 17                 | Mohammadou Idrissou    | SC Fribourg                | 23 (4)          | 8 mars 1980       | 4               | 1               |                 |                 |                 |
| Sélectionneur      |                        |                            |                 |                   |                 |                 |                 |                 |                 |
|                    | Paul Le Guen           |                            |                 | 1 mars 1964       |                 |                 |                 |                 |                 |

### Côte d'Ivoire
| Numéro / Nom       | Numéro / Nom             | Equipe actuelle                  | Sél.            | Date de naissance | J.              |                 |                 |                 |                 |
| Gardiens de but    | Gardiens de but          | Gardiens de but                  | Gardiens de but | Gardiens de but   | Gardiens de but | Gardiens de but | Gardiens de but | Gardiens de but | Gardiens de but |
| ------------------ | ------------------------ | -------------------------------- | --------------- | ----------------- | --------------- | --------------- | --------------- | --------------- | --------------- |
| 1                  | Boubacar Barry Copa      | KSC Lokeren                      | 41(0)           | 30 décembre 1979  | 3               | 0               | 1               | 0               | 0               |
| 16                 | Aristide Zogbo           | Maccabi Netanya                  | 6(0)            | 30 décembre 1981  | 0               | 0               | 0               | 0               | 0               |
| 23                 | Vincent de Paul Angban   | ASEC Mimosas                     | 2(0)            | 2 février 1985    | 0               | 0               | 0               | 0               | 0               |
| Défenseurs         |                          |                                  |                 |                   |                 |                 |                 |                 |                 |
| 4                  | Abib Kolo-Touré          | Manchester City                  | 73(1)           | 19 mars 1981      | 3               | 0               | 0               | 0               | 0               |
| 21                 | Emmanuel Eboué           | Arsenal FC                       | 49(1)           | 4 juin 1983       | 2               | 0               | 0               | 0               | 1               |
| 20                 | Guy Demel                | Hambourg SV                      | 24(0)           | 13 juin 1981      | 2               | 0               | 0               | 0               | 0               |
| 22                 | Souleymane Bamba         | Hibernian Football Club          | 12(1)           | 13 janvier 1985   | 3               | 0               | 0               | 0               | 0               |
| 2                  | Angoua Brou Benjamin     | Budapest Honvéd                  | 7(1)            | 28 novembre 1986  | 0               | 0               | 0               | 0               | 0               |
| 3                  | Arthur Boka              | VfB Stuttgart                    | 54(0)           | 2 avril 1983      | 0               | 0               | 0               | 0               | 0               |
| 12                 | Abdoulaye Meïté          | West Bromwich Albion FC          | 48(1)           | 6 octobre 1980    | 0               | 0               | 0               | 0               | 0               |
| 17                 | Siaka Tiéné              | Valenciennes Football Club       | 51(1)           | 11 février 1982   | 3               | 1               | 0               | 0               | 0               |
| Milieux de terrain |                          |                                  |                 |                   |                 |                 |                 |                 |                 |
| 6                  | Yaya Touré               | FC Barcelone                     | 44(5)           | 13 mai 1983       | 3               | 0               | 2               | 0               | 0               |
| 5                  | Didier Zokora            | FC Séville                       | 77(1)           | 14 décembre 1980  | 1               | 3               | 0               | 1               | 0               |
| 19                 | Emmanuel Kouamatien Koné | FC Internaţional Curtea de Argeş | 12(0)           | 31 décembre 1986  | 0               | 0               | 0               | 0               | 0               |
| 9                  | Cheik Ismael Tioté       | FC Twente                        | 5(0)            | 21 juin 1986      | 3               | 0               | 1               | 0               | 0               |
| 7                  | Emerse Faé               | OGC Nice                         | 37(1)           | 24 janvier 1984   | 2               | 0               | 0               | 0               | 0               |
| 13                 | Jean-Jacques Gosso       | AS Monaco                        | 6(0)            | 15 mars 1983      | 0               | 0               | 0               | 0               | 0               |
| Attaquants         |                          |                                  |                 |                   |                 |                 |                 |                 |                 |
| 11                 | Didier Drogba            | Chelsea FC                       | 59(40)          | 11 mars 1978      | 3               | 1               | 0               | 0               | 0               |
| 8                  | Salomon Kalou            | Chelsea FC                       | 25(10)          | 5 août 1985       | 3               | 1               | 1               | 0               | 0               |
| 14                 | Bakari Koné              | Olympique de Marseille           | 40(9)           | 17 septembre 1981 | 1               | 0               | 0               | 0               | 0               |
| 18                 | Kader Keita              | Galatasaray SK                   | 51(10)          | 6 août 1981       | 3               | 1               | 0               | 0               | 0               |
| 15                 | Aruna Dindane            | Portsmouth Football Club         | 53(16)          | 26 novembre 1980  | 2               | 0               | 0               | 0               | 0               |
| 10                 | Gervinho                 | Lille OSC                        | 12(2)           | 27 mai 1987       | 3               | 1               | 0               | 0               | 0               |
| Sélectionneur      |                          |                                  |                 |                   |                 |                 |                 |                 |                 |
|                    | Vahid Halilhodžić        |                                  |                 | 15 mai 1952       |                 |                 |                 |                 |                 |

### Égypte
| Numéro / Nom       | Numéro / Nom          | Equipe actuelle    | Sél.            | Date de naissance | J.              |                 |                 |                 |                 |
| Gardiens de but    | Gardiens de but       | Gardiens de but    | Gardiens de but | Gardiens de but   | Gardiens de but | Gardiens de but | Gardiens de but | Gardiens de but | Gardiens de but |
| ------------------ | --------------------- | ------------------ | --------------- | ----------------- | --------------- | --------------- | --------------- | --------------- | --------------- |
| 1                  | Essam al-Hadary       | Ismaily SC         | 107 (0)         | 15 janvier 1973   | 6               |                 |                 |                 |                 |
| 16                 | Abdelwahed El-Sayed   | Zamalek SC         | 26 (0)          | 3 juin 1977       | 1               |                 |                 |                 |                 |
| 23                 | Mahmoud Abou El-Saoud | Al Mansourah SC    | 1 (0)           | 30 novembre 1987  |                 |                 |                 |                 |                 |
| Défenseurs         |                       |                    |                 |                   |                 |                 |                 |                 |                 |
| 6                  | Hani Said             | Zamalek SC         | 64 (0)          | 22 avril 1980     | 5               |                 |                 |                 |                 |
| 20                 | Wael Gomaa            | Al Ahly SC         | 81 (0)          | 3 août 1975       | 5               |                 | 1               |                 |                 |
| 2                  | Mahmoud Fathallah     | Zamalek SC         | 21 (0)          | 12 février 1982   | 5               |                 | 3               |                 |                 |
| 4                  | Moatasem Salem        | Ismaily SC         | 3 (0)           | 2 septembre 1980  | 2               |                 |                 |                 |                 |
| 5                  | Abdel El-Saqua        | Eskisehirspor      | 107 (3)         | 30 janvier 1974   | 1               |                 |                 |                 |                 |
| 14                 | Sayed Moawad          | Al Ahly SC         | 43 (0)          | 25 février 1979   | 5               |                 | 2               |                 |                 |
| 19                 | Mohamed Abdel-Shafy   | Zamalek SC         | 2 (0)           | 1 juillet 1985    | 5               | 1               |                 |                 |                 |
| 3                  | Ahmed al-Muhammadi    | ENPPI Club         | 29 (0)          | 9 septembre 1987  | 6               | 1               | 2               |                 |                 |
| 7                  | Ahmed Fathy           | Al Ahly SC         | 61 (2)          | 10 novembre 1984  | 5               |                 |                 |                 |                 |
| Milieux de terrain |                       |                    |                 |                   |                 |                 |                 |                 |                 |
| 17                 | Ahmed Hassan          | Al Ahly SC         | 158 (27)        | 2 mai 1975        | 6               | 3               |                 |                 |                 |
| 8                  | Hosni Abd Rabo        | Al Ahly Dubaï      | 64 (12)         | 1 novembre 1984   | 6               | 1               | 1               |                 |                 |
| 13                 | Abdelaziz Tawfik      | ENPPI Club         | 7 (0)           | 24 mai 1986       |                 |                 |                 |                 |                 |
| 12                 | Hossam Ghali          | Al Nasr Riyad      | 28 (2)          | 15 décembre 1981  | 5               |                 | 1               |                 |                 |
| 15                 | Gedo                  | Ittihad Alexandrie | 0 (0)           | 3 octobre 1983    | 6               | 5               |                 |                 |                 |
| 18                 | Mahmoud Abdelrazek    | Zamalek SC         | 9 (1)           | 5 mars 1986       | 1               |                 |                 |                 |                 |
| Attaquants         |                       |                    |                 |                   |                 |                 |                 |                 |                 |
| 10                 | Emad Moteab           | Al Ahly SC         | 52 (22)         | 20 février 1983   | 6               | 2               |                 |                 |                 |
| 11                 | Ahmed Eid Abdel Malek | Haras El-Hedood    | 31 (5)          | 15 mai 1980       | 1               |                 |                 |                 |                 |
| 21                 | Ahmed Raouf           | ENPPI Club         | 7 (1)           | 15 septembre 1982 | 1               |                 |                 |                 |                 |
| 22                 | Al-Sayed Hamdy        | Petrojet           | 2 (0)           | 1 mars 1984       |                 |                 |                 |                 |                 |
| 9                  | Mohamed Zidan         | Borussia Dortmund  | 26 (6)          | 11 décembre 1981  | 6               | 1               |                 |                 |                 |
| Sélectionneur      |                       |                    |                 |                   |                 |                 |                 |                 |                 |
|                    | Hassan Shehata        |                    |                 | 19 juin 1949      |                 |                 |                 |                 |                 |

### Gabon
| Numéro / Nom       | Numéro / Nom              | Equipe actuelle              | Sél.            | Date de naissance | J.              |                 |                 |                 |                 |
| Gardiens de but    | Gardiens de but           | Gardiens de but              | Gardiens de but | Gardiens de but   | Gardiens de but | Gardiens de but | Gardiens de but | Gardiens de but | Gardiens de but |
| ------------------ | ------------------------- | ---------------------------- | --------------- | ----------------- | --------------- | --------------- | --------------- | --------------- | --------------- |
| 1                  | Didier Ovono Ebang        | Le Mans Union Club 72        | 36(0)           | 23 janvier 1983   | 3               | 0               | 0               | 0               | 0               |
| 16                 | Boris N'Guéma Békalé      | USM Libreville               | 5(0)            | 7 décembre 1984   | 0               | 0               | 0               | 0               | 0               |
| 22                 | Yves Bitséki              | US Bitam                     | 0(0)            | 23 avril 1983     | 0               | 0               | 0               | 0               | 0               |
| Défenseurs         |                           |                              |                 |                   |                 |                 |                 |                 |                 |
| 2                  | Georges Ambourouet        | FK Makedonija GP Skopje      | 26(0)           | 1 mai 1986        | 3               | 0               | 0               | 0               | 0               |
| 4                  | Erwin N'Guéma Obame       | Cotonsport Garoua            | 4(0)            | 7 mars 1989       | 0               | 0               | 0               | 0               | 0               |
| 5                  | Bruno Ecuele Manga        | Angers SCO                   | 16(2)           | 16 juillet 1988   | 3               | 0               | 0               | 0               | 0               |
| 6                  | Ernest Akouassaga         | FC Nantes                    | 16(0)           | 16 septembre 1985 | 0               | 0               | 0               | 0               | 0               |
| 15                 | Arsène Do Marcolino       | Vendée les Herbiers Football | 6(0)            | 26 novembre 1986  | 0               | 0               | 0               | 0               | 0               |
| 17                 | Moïse Brou Apanga         | Stade brestois 29            | 15(1)           | 4 février 1982    | 3               | 0               | 0               | 0               | 0               |
| 19                 | Rodrigue Moundounga       | AS Mangasport                | 42(1)           | 28 août 1982      | 3               | 0               | 2               | 0               | 0               |
| Milieux de terrain |                           |                              |                 |                   |                 |                 |                 |                 |                 |
| 3                  | Arsène Copa               | Győr ETO FC                  | 7(0)            | 7 juin 1988       | 0               | 0               | 0               | 0               | 0               |
| 10                 | Etienne Alain Djissikadié | TP Mazembe                   | 31(2)           | 5 janvier 1977    | 3               | 0               | 0               | 0               | 0               |
| 7                  | Stéphane N'Guéma          | Sans club                    | 19(5)           | 20 novembre 1984  | 2               | 0               | 1               | 0               | 0               |
| 13                 | Bruno Mbanangoye Zita     | Sivasspor                    | 28(3)           | 15 juillet 1980   | 3               | 0               | 0               | 0               | 0               |
| 18                 | Cédric Moubamba           | Dhofar Club                  | 48(2)           | 14 octobre 1979   | 1               | 0               | 0               | 0               | 0               |
| 21                 | Thierry Issiémou          | US Monastir                  | 29(2)           | 31 mars 1983      | 0               | 0               | 0               | 0               | 0               |
| 14                 | Paul Kesanny              | FC Istres                    | 34(0)           | 16 mars 1985      | 3               | 0               | 2               | 0               | 0               |
| Attaquants         |                           |                              |                 |                   |                 |                 |                 |                 |                 |
| 8                  | Daniel Cousin             | Hull City AFC                | 14(4)           | 7 février 1977    | 3               | 1               | 1               | 0               | 0               |
| 9                  | Pierre-Emerick Aubameyang | Lille OSC                    | 7(2)            | 18 juin 1989      | 3               | 0               | 1               | 0               | 0               |
| 12                 | Willy Aubameyang          | AS Eupen                     | 2(0)            | 16 février 1987   | 0               | 0               | 0               | 0               | 0               |
| 20                 | Fabrice Do Marcolino      | Stade lavallois              | 13(2)           | 14 mars 1983      | 1               | 1               | 0               | 0               | 0               |
| 23                 | Roguy Méyé                | Ankaraspor                   | 19(6)           | 7 octobre 1988    | 3               | 0               | 1               | 0               | 0               |
| 11                 | Éric Mouloungui           | OGC Nice                     | 19(5)           | 1 avril 1984      | 2               | 0               | 0               | 0               | 0               |
| Sélectionneur      |                           |                              |                 |                   |                 |                 |                 |                 |                 |
|                    | Alain Giresse             |                              |                 | 2 août 1952       |                 |                 |                 |                 |                 |

### Ghana
| Numéro / Nom       | Numéro / Nom           | Equipe actuelle             | Sél.            | Date de naissance | J.              |                 |                 |                 |                 |
| Gardiens de but    | Gardiens de but        | Gardiens de but             | Gardiens de but | Gardiens de but   | Gardiens de but | Gardiens de but | Gardiens de but | Gardiens de but | Gardiens de but |
| ------------------ | ---------------------- | --------------------------- | --------------- | ----------------- | --------------- | --------------- | --------------- | --------------- | --------------- |
| 22                 | Richard Kingson        | Wigan Athletic FC           | 53 (1)          | 13 juin 1978      | 5               |                 | 1               |                 |                 |
| 16                 | Daniel Adjei           | Liberty Professionals       | 0 (0)           | 10 novembre 1989  |                 |                 |                 |                 |                 |
| 1                  | Philemon McCarthy      | Hearts of Oak               | 2 (0)           | 2 janvier 1985    |                 |                 |                 |                 |                 |
| Défenseurs         |                        |                             |                 |                   |                 |                 |                 |                 |                 |
| 2                  | Hans Sarpei            | Bayer Leverkusen            | 24 (0)          | 28 juin 1976      | 4               |                 | 1               |                 |                 |
| 7                  | Samuel Inkoom          | FC Bâle                     | 8 (0)           | 22 août 1989      | 5               |                 | 1               |                 |                 |
| 18                 | Eric Addo              | Roda JC                     | 37 (0)          | 12 novembre 1978  | 3               |                 |                 |                 |                 |
| 15                 | Isaac Vorsah           | TSG 1899 Hoffenheim         | 8 (0)           | 21 juin 1988      | 5               |                 |                 |                 |                 |
| 5                  | Jonathan Mensah        | Grenade CF                  | 1 (0)           | 13 juillet 1990   |                 |                 |                 |                 |                 |
| 12                 | Lee Addy               | Berekum Chelsea             | 3 (0)           | 26 septembre 1985 | 4               |                 |                 |                 |                 |
| 21                 | Harrison Afful         | Espérance sportive de Tunis | 17 (0)          | 24 juillet 1986   | 1               |                 |                 |                 |                 |
| Milieux de terrain |                        |                             |                 |                   |                 |                 |                 |                 |                 |
| 17                 | Abdul Rahim Ayew       | Zamalek SC                  | 1 (0)           | 27 septembre 1985 | 4               |                 |                 |                 |                 |
| 8                  | Michael Essien         | Chelsea FC                  | 50 (9)          | 3 décembre 1982   | 1               |                 |                 |                 |                 |
| 6                  | Anthony Annan          | Rosenborg BK                | 27 (1)          | 21 juillet 1986   | 2               |                 | 1               |                 |                 |
| 19                 | Emmanuel Agyemang-Badu | Chievo Vérone               | 6 (0)           | 2 décembre 1992   | 5               |                 | 1               |                 |                 |
| 9                  | Agyeman Prempeh Opoku  | Al Sadd Doha                | 3 (0)           | 7 juin 1989       | 5               |                 | 3               |                 |                 |
| 10                 | Kwadwo Asamoah         | Udinese Calcio              | 7 (1)           | 9 septembre 1988  | 5               |                 |                 |                 |                 |
| 11                 | Moussa Narry           | AJ Auxerre                  | 4 (0)           | 19 avril 1986     | 1               |                 |                 |                 |                 |
| 13                 | André Ayew             | Athlétic Club Arles-Avignon | 12 (0)          | 17 décembre 1989  | 5               | 1               | 1               |                 |                 |
| Attaquants         |                        |                             |                 |                   |                 |                 |                 |                 |                 |
| 14                 | Matthew Amoah          | NAC Breda                   | 34 (13)         | 24 octobre 1980   | 4               |                 | 1               |                 |                 |
| 3                  | Asamoah Gyan           | Stade rennais FC            | 32 (16)         | 22 novembre 1985  | 5               | 3               |                 |                 |                 |
| 20                 | Dominic Adiyiah        | AC Milan                    | 1 (0)           | 10 juillet 1989   | 2               |                 |                 |                 |                 |
| 23                 | Haminu Dramani         | MFK Lokomotiv               | 38 (4)          | 1 avril 1986      | 3               |                 | 1               |                 |                 |
| 4                  | Ransford Osei          | FC Twente                   | 0 (0)           | 5 décembre 1990   |                 |                 |                 |                 |                 |
| Sélectionneur      |                        |                             |                 |                   |                 |                 |                 |                 |                 |
|                    | Milovan Rajevac        |                             |                 | 2 juin 1954       |                 |                 |                 |                 |                 |

### Malawi
| Numéro / Nom       | Numéro / Nom          | Équipe                      | Sél. (but)      | Date de naissance | J.              |                 |                 |                 |                 |
| Gardiens de but    | Gardiens de but       | Gardiens de but             | Gardiens de but | Gardiens de but   | Gardiens de but | Gardiens de but | Gardiens de but | Gardiens de but | Gardiens de but |
| ------------------ | --------------------- | --------------------------- | --------------- | ----------------- | --------------- | --------------- | --------------- | --------------- | --------------- |
| 1                  | Swadick Sanudi        | Dynamos FC                  | 42 (0)          | 21 octobre 1983   | 1               | 0               | 1               | 0               | 0               |
| 16                 | Simplex Nthala        | MTL Wanderers               | 1 (0)           | 24 octobre 1988   | 0               | 0               | 0               | 0               | 0               |
| 22                 | Charles Swini         | Super ESCOM                 | 1 (0)           | 28 février 1985   | 0               | 0               | 0               | 0               | 0               |
| Défenseurs         |                       |                             |                 |                   |                 |                 |                 |                 |                 |
| 7                  | Peter Mponda          | Black Leopards              | 60 (0)          | 4 septembre 1981  | 3               | 0               | 1               | 0               | 0               |
| 5                  | James Sangala         | Primeiro de Agosto          | 22 (0)          | 20 août 1986      | 3               | 0               | 0               | 0               | 0               |
| 6                  | Allan Kamanga         | Dynamos FC                  | 29 (0)          | 29 décembre 1981  | 0               | 0               | 0               | 0               | 0               |
| 21                 | Maupo Msowoya         | Super ESCOM                 | 32 (0)          | 14 mai 1982       | 0               | 0               | 0               | 0               | 0               |
| 3                  | Moses Chavula         | Nathi Lions                 | 30 (4)          | 8 août 1985       | 3               | 0               | 1               | 0               | 0               |
| 23                 | Harry Nyirenda        | MTL Wanderers               | 2 (0)           | 25 août 1990      | 0               | 0               | 0               | 0               | 0               |
| 12                 | Elvis Kafoteka        | Super ESCOM                 | 19 (1)          | 17 janvier 1978   | 3               | 1               | 0               | 0               | 0               |
| Milieux de terrain |                       |                             |                 |                   |                 |                 |                 |                 |                 |
| 19                 | Davie Banda           | Red Lions                   | 16 (0)          | 23 décembre 1983  | 3               | 1               | 2               | 0               | 0               |
| 13                 | Hellings Mwakasungula | Santos Cape Town            | 20 (1)          | 5 mai 1980        | 3               | 0               | 0               | 0               | 0               |
| 10                 | Joseph Kamwendo       | Orlando Pirates             | 35 (1)          | 23 octobre 1986   | 3               | 0               | 0               | 0               | 0               |
| 18                 | Peter Wadabwa         | Super ESCOM                 | 12 (2)          | 14 septembre 1983 | 3               | 0               | 0               | 0               | 0               |
| 15                 | Robert Ng’ambi        | Black Leopards              | 27 (2)          | 11 septembre 1986 | 3               | 0               | 0               | 0               | 0               |
| 8                  | Jacob Ngwira          | Super ESCOM                 | 11 (1)          | 7 septembre 1985  | 0               | 0               | 0               | 0               | 0               |
| 2                  | Peter Mgangira        | Jomo Cosmos Football Club   | 22 (1)          | 6 octobre 1980    | 0               | 0               | 0               | 0               | 0               |
| Attaquants         |                       |                             |                 |                   |                 |                 |                 |                 |                 |
| 4                  | Chiukepo Msowoya      | APR FC                      | 19 (7)          | 23 septembre 1988 | 3               | 0               | 0               | 0               | 0               |
| 11                 | Esau Kanyenda         | FK Kamaz Naberejnye Tchelny | 39 (8)          | 27 septembre 1982 | 3               | 0               | 0               | 0               | 0               |
| 9                  | Russel Mwafulirwa     | IFK Norrköping              | 27 (6)          | 24 février 1983   | 2               | 2               | 0               | 0               | 0               |
| 20                 | Atusaye Nyondo        | Carara Kicks                | 8 (1)           | 25 juillet 1988   | 1               | 0               | 0               | 0               | 0               |
| 17                 | Jimmy Zakazaka        | Bay United                  | 21 (2)          | 27 décembre 1984  | 2               | 0               | 1               | 0               | 0               |
| 14                 | Victor Nyirenda       | MTL Wanderers               | 6 (0)           | 23 août 1988      | 1               | 0               | 0               | 0               | 0               |
| Sélectionneur      |                       |                             |                 |                   |                 |                 |                 |                 |                 |
|                    | Kinnah Phiri          |                             |                 | 30 octobre 1954   |                 |                 |                 |                 |                 |

### Mali
| Numéro / Nom       | Numéro / Nom          | Équipe                   | Sél. (but)      | Date de naissance | J.              |                 |                 |                 |                 |
| Gardiens de but    | Gardiens de but       | Gardiens de but          | Gardiens de but | Gardiens de but   | Gardiens de but | Gardiens de but | Gardiens de but | Gardiens de but | Gardiens de but |
| ------------------ | --------------------- | ------------------------ | --------------- | ----------------- | --------------- | --------------- | --------------- | --------------- | --------------- |
| 1                  | Mahamadou Sidibé      | Omonia Nicosie           | 53 (0)          | 8 octobre 1978    | 2               | 0               | 0               | 0               | 0               |
| 16                 | Soumaila Diakite      | Stade malien             | 10 (0)          | 25 août 1984      | 1               | 0               | 0               | 0               | 0               |
| 22                 | Oumar Sissoko         | FC Metz                  | 3 (0)           | 13 septembre 1987 | 0               | 0               | 0               | 0               | 0               |
| Défenseurs         |                       |                          |                 |                   |                 |                 |                 |                 |                 |
| 3                  | Adama Tamboura        | Helsingborgs IF          | 35 (0)          | 18 mai            | 3               | 0               | 0               | 0               | 0               |
| 23                 | Abdoulaye Maïga       | Stade malien             | 4 (0)           | 25 mai            | 2               | 0               | 0               | 0               | 0               |
| 13                 | Bakary Soumare        | US Boulogne              | 10 (0)          | 9 novembre 1985   | 2               | 0               | 2               | 0               | 0               |
| 5                  | Souleymane Diamoutene | AS Bari                  | 46 (1)          | 30 janvier 1983   | 2               | 0               | 0               | 0               | 0               |
| 2                  | Ousmane Berthé        | Jomo Cosmos              | 3 (0)           | 5 février 1987    | 3               | 0               | 0               | 0               | 0               |
| Milieux de terrain |                       |                          |                 |                   |                 |                 |                 |                 |                 |
| 12                 | Seydou Keita          | FC Barcelone             | 52 (13)         | 16 janvier 1980   | 3               | 3               | 1               | 0               | 0               |
| 17                 | Mahamane Traoré       | OGC Nice                 | 13 (0)          | 31 août 1988      | 2               | 0               | 1               | 0               | 0               |
| 6                  | Mahamadou Diarra      | Real Madrid CF           | 49 (6)          | 18 mai            | 2               | 0               | 2               | 0               | 0               |
| 14                 | Abdou Traoré          | FC Girondins de Bordeaux | 4 (0)           | 17 janvier 1988   | 0               | 0               | 0               | 0               | 0               |
| 15                 | Bakaye Traoré         | AS Nancy-Lorraine        | 9 (1)           | 6 mars 1985       | 1               | 0               | 0               | 0               | 0               |
| 4                  | Samba Sow             | RC Lens                  | 2 (0)           | 29 avril 1989     | 1               | 0               | 0               | 0               | 0               |
| 20                 | Lassana Fané          | Al Merreikh Omdurman     | 7 (1)           | 1er janvier 1985  | 3               | 0               | 1               | 0               | 0               |
| 18                 | Mohamed Sissoko       | Juventus FC              | 26 (2)          | 22 janvier 1985   | 2               | 0               | 0               | 0               | 0               |
| Attaquants         |                       |                          |                 |                   |                 |                 |                 |                 |                 |
| 21                 | Mustapha Yatabaré     | Clermont Foot            | 7 (2)           | 26 janvier 1986   | 2               | 1               | 0               | 0               | 0               |
| 19                 | Frédéric Kanouté      | FC Séville               | 35 (21)         | 2 septembre 1977  | 3               | 2               | 0               | 0               | 0               |
| 9                  | Mamadou Bagayoko      | OGC Nice                 | 22 (1)          | 21 mai            | 2               | 1               | 0               | 0               | 0               |
| 11                 | Mamadou Samassa       | Valenciennes FC          | 3 (1)           | 1 mai             | 0               | 0               | 0               | 0               | 0               |
| 8                  | Mamadou Diallo        | Le Havre Athletic Club   | 35 (8)          | 17 avril 1982     | 2               | 0               | 0               | 0               | 0               |
| 7                  | Tenema N'Diaye        | FC Nantes                | 14 (1)          | 13 février 1981   | 1               | 0               | 1               | 0               | 0               |
| 10                 | Modibo Maïga          | Le Mans UC               | 15 (2)          | 3 septembre 1986  | 3               | 0               | 0               | 0               | 0               |
| Sélectionneur      |                       |                          |                 |                   |                 |                 |                 |                 |                 |
|                    | Stephen Keshi         |                          |                 | 31 janvier 1962   |                 |                 |                 |                 |                 |

### Mozambique
| Numéro / Nom       | Numéro / Nom        | Équipe                          | Sél. (but)      | Date de naissance | J.              |                 |                 |                 |                 |
| Gardiens de but    | Gardiens de but     | Gardiens de but                 | Gardiens de but | Gardiens de but   | Gardiens de but | Gardiens de but | Gardiens de but | Gardiens de but | Gardiens de but |
| ------------------ | ------------------- | ------------------------------- | --------------- | ----------------- | --------------- | --------------- | --------------- | --------------- | --------------- |
| 1                  | Bino                | Liga Muçulmana                  | 4 (0)           | 21 avril 1982     | 0               | 0               | 0               | 0               | 0               |
| 12                 | João Rafael Kapango | Al Tersana                      | 27 (0)          | 14 septembre 1975 | 3               | 0               | 2               | 0               | 0               |
| 22                 | Otshudi Lamá        | Liga Muçulmana                  | 0 (0)           | 15 janvier 1984   | 0               | 0               | 0               | 0               | 0               |
| Défenseurs         |                     |                                 |                 |                   |                 |                 |                 |                 |                 |
| 21                 | Campira             | Grupo Desportivo de Maputo      | 13 (0)          | 9 avril 1982      | 3               | 0               | 0               | 0               | 0               |
| 18                 | Dario Khan          | Al Kharitiyath Sports Club      | 20 (0)          | 24 janvier 1984   | 3               | 0               | 1               | 0               | 0               |
| 13                 | Massingue Fanuel    | Liga Muçulmana                  | 17 (1)          | 19 décembre 1982  | 1               | 0               | 0               | 0               | 0               |
| 23                 | Mexer               | Sporting Clube de Portugal      | 10 (0)          | 8 septembre 1987  | 2               | 0               | 1               | 0               | 0               |
| 16                 | Miro                | Platinum Stars Football Club    | 24 (2)          | 30 avril 1982     | 3               | 1               | 3               | 0               | 0               |
| 5                  | Paito               | FC Sion                         | 24 (0)          | 5 juillet 1982    | 3               | 0               | 0               | 0               | 0               |
| 4                  | Simão               | Panathinaïkos                   | 19 (0)          | 23 juillet 1988   | 3               | 0               | 0               | 0               | 0               |
| 15                 | Whiskey             | Clube Ferroviário de Maputo     | 13 (0)          | 6 mai 1986        | 0               | 0               | 0               | 0               | 0               |
| 19                 | Zainadine Junior    | Grupo Desportivo de Maputo      | 1 (0)           | 24 juin 1988      | 0               | 0               | 0               | 0               | 0               |
| Milieux de terrain |                     |                                 |                 |                   |                 |                 |                 |                 |                 |
| 14                 | Danito Parraque     | Clube Ferroviário de Maputo     | 14 (1)          | 5 juin 1983       | 3               | 0               | 0               | 0               | 0               |
| 7                  | Dominguês           | Mamelodi Sundowns Football Club | 27 (4)          | 13 novembre 1983  | 3               | 0               | 1               | 0               | 0               |
| 3                  | Genito              | Nea Salamina Famagouste         | 22 (1)          | 3 mars 1979       | 3               | 0               | 1               | 0               | 0               |
| 8                  | Fumo                | Olympiakos Nicosie              | 20 (1)          | 22 septembre 1979 | 2               | 1               | 0               | 0               | 0               |
| 20                 | Josimar             | Clube de Desportos Costa do Sol | 10 (1)          | 7 août 1987       | 2               | 0               | 0               | 0               | 0               |
| 2                  | Momed Hagy          | Clube Ferroviário de Maputo     | 20 (2)          | 29 mai 1985       | 3               | 0               | 1               | 0               | 0               |
| 6                  | Nelinho             | Grupo Desportivo de Maputo      | 31 (0)          | 18 mai 1971       | 0               | 0               | 0               | 0               | 0               |
| 17                 | Zé Luís             | Baladiyyat El Mahallah          | 3 (0)           | 28 mai 1989       | 0               | 0               | 0               | 0               | 0               |
| Attaquants         |                     |                                 |                 |                   |                 |                 |                 |                 |                 |
| 11                 | Helder Pelembe      | Clube de Desportos Maxaquene    | 4 (0)           | 20 septembre 1987 | 1               | 0               | 0               | 0               | 0               |
| 10                 | Dário Monteiro      | Mamelodi Sundowns Football Club | 33 (13)         | 27 février 1977   | 1               | 0               | 0               | 0               | 0               |
| 9                  | Tico-Tico           | Jomo Cosmos Football Club       | 52 (16)         | 16 août 1973      | 3               | 0               | 2               | 0               | 0               |
| Sélectionneur      |                     |                                 |                 |                   |                 |                 |                 |                 |                 |
|                    | Mart Nooij          |                                 |                 | 3 juin 1954       |                 |                 |                 |                 |                 |

### Nigeria
| Numéro / Nom       | Numéro / Nom           | Equipe actuelle          | Sél.            | Date de naissance | J.              |                 |                 |                 |                 |
| Gardiens de but    | Gardiens de but        | Gardiens de but          | Gardiens de but | Gardiens de but   | Gardiens de but | Gardiens de but | Gardiens de but | Gardiens de but | Gardiens de but |
| ------------------ | ---------------------- | ------------------------ | --------------- | ----------------- | --------------- | --------------- | --------------- | --------------- | --------------- |
| 1                  | Vincent Enyeama        | Hapoël Tel-Aviv          | 45 (0)          | 29 août 1982      | 6               |                 |                 |                 |                 |
| 23                 | Dele Aiyenugba         | Bnei Yehoudah            | 9 (0)           | 20 novembre 1983  |                 |                 |                 |                 |                 |
| 12                 | Austin Ejide           | SC Bastia                | 16 (0)          | 8 avril 1984      |                 |                 |                 |                 |                 |
| Défenseurs         |                        |                          |                 |                   |                 |                 |                 |                 |                 |
| 3                  | Taye Taiwo             | Olympique de Marseille   | 40 (4)          | 16 avril 1985     | 2               |                 |                 |                 |                 |
| 21                 | Elderson Uwa Echiejile | Stade rennais FC         | 4 (0)           | 20 janvier 1988   | 4               |                 | 1               |                 |                 |
| 22                 | Onyekachi Apam         | OGC Nice                 | 8 (0)           | 30 décembre 1985  | 4               |                 |                 | 1               |                 |
| 5                  | Obinna Nwaneri         | FC Sion                  | 31 (1)          | 19 février 1982   | 2               |                 | 1               |                 |                 |
| 6                  | Danny Shittu           | Bolton Wanderers FC      | 18 (0)          | 2 septembre 1980  | 5               |                 |                 |                 |                 |
| 2                  | Joseph Yobo            | Everton Football Club    | 62 (4)          | 6 septembre 1980  | 2               |                 |                 |                 |                 |
| 17                 | Chidi Odiah            | FK CSKA Moscou           | 19 (1)          | 17 décembre 1983  | 2               |                 |                 |                 |                 |
| 19                 | Yusuf Mohammed         | FC Sion                  | 6 (0)           | 5 novembre 1983   | 5               |                 |                 |                 |                 |
| Milieux de terrain |                        |                          |                 |                   |                 |                 |                 |                 |                 |
| 15                 | Sani Kaita             | AS Monaco FC             | 10 (0)          | 2 mai 1986        | 5               |                 |                 |                 |                 |
| 20                 | Dickson Etuhu          | Fulham Football Club     | 7 (0)           | 8 juin 1982       | 4               |                 |                 |                 |                 |
| 14                 | Seyi Olofinjana        | Hull City AFC            | 40 (0)          | 12 juin 1980      | 1               |                 |                 |                 |                 |
| 10                 | John Obi Mikel         | Chelsea FC               | 21 (2)          | 22 avril 1987     | 6               |                 |                 |                 |                 |
| 4                  | Nwankwo Kanu           | Portsmouth Football Club | 70 (10)         | 1 août 1976       | 2               |                 |                 |                 |                 |
| 13                 | Yussuf Ayila           | Dynamo Kiev              | 20 (1)          | 4 novembre 1984   | 4               |                 | 1               |                 |                 |
| 16                 | Kalu Uche              | UD Almería               | 15 (1)          | 15 novembre 1982  | 3               |                 |                 |                 |                 |
| Attaquants         |                        |                          |                 |                   |                 |                 |                 |                 |                 |
| 11                 | Peter Odemwingie       | MFK Lokomotiv            | 38 (6)          | 15 juillet 1981   | 5               | 2               |                 |                 |                 |
| 9                  | Obafemi Martins        | VfL Wolfsburg            | 23 (15)         | 28 octobre 1984   | 4               | 1               |                 |                 |                 |
| 8                  | Yakubu Aiyegbeni       | Everton Football Club    | 42 (15)         | 22 novembre 1982  | 5               | 1               |                 |                 |                 |
| 7                  | Chinedu Obasi Ogbuke   | TSG 1899 Hoffenheim      | 3 (0)           | 1 juin 1986       | 6               | 1               |                 |                 |                 |
| 18                 | Victor Nsofor Obinna   | Málaga CF                | 23 (5)          | 25 mars 1987      | 6               | 1               |                 |                 |                 |
| Sélectionneur      |                        |                          |                 |                   |                 |                 |                 |                 |                 |
|                    | Shaibu Amodu           |                          |                 | 18 avril 1958     |                 |                 |                 |                 |                 |

### Togo
| Numéro / Nom       | Numéro / Nom          | Équipe actuelle              | Sél.            | Date de naissance | J.              |                 |                 |                 |                 |
| Gardiens de but    | Gardiens de but       | Gardiens de but              | Gardiens de but | Gardiens de but   | Gardiens de but | Gardiens de but | Gardiens de but | Gardiens de but | Gardiens de but |
| ------------------ | --------------------- | ---------------------------- | --------------- | ----------------- | --------------- | --------------- | --------------- | --------------- | --------------- |
| 16                 | Kossi Agassa          | FC Istres                    | 46 (0)          | 2 juillet 1978    |                 |                 |                 |                 |                 |
| 22                 | Baba Tchagouni        | Dijon Football Côte-d'Or     | 1 (0)           | 31 décembre 1990  |                 |                 |                 |                 |                 |
| 1                  | Kodjovi Dodji Obilalé | GSI Pontivy                  | 5 (0)           | 8 octobre 1984    |                 |                 |                 |                 |                 |
| Défenseurs         |                       |                              |                 |                   |                 |                 |                 |                 |                 |
| 23                 | Assimiou Touré        | Bayer Leverkusen             | 10 (0)          | 1 janvier 1988    |                 |                 |                 |                 |                 |
| 6                  | Abdoul Mamah Gafar    | FC Sheriff Tiraspol          | 36 (0)          | 24 août 1985      |                 |                 |                 |                 |                 |
| 12                 | Éric Akoto            | Maccabi Ahi Nazareth         | 32 (1)          | 20 juillet 1980   |                 |                 |                 |                 |                 |
| 2                  | Akimsola Boussari     | Enugu Rangers                | 3 (0)           | 10 mars 1988      |                 |                 |                 |                 |                 |
| 19                 | Vincent Bossou        | Maranatha Football Club      | 1 (0)           | 7 février 1986    |                 |                 |                 |                 |                 |
| 10                 | Kwami Eninful         | Union sportive monastirienne | 9 (0)           | 20 novembre 1984  |                 |                 |                 |                 |                 |
| 21                 | Richmond Forson       | Thouars Foot 79              | 18 (0)          | 23 mai 1980       |                 |                 |                 |                 |                 |
| 5                  | Serge Akakpo          | FC Vaslui                    | 10 (1)          | 15 octobre 1987   |                 |                 |                 |                 |                 |
| Milieux de terrain |                       |                              |                 |                   |                 |                 |                 |                 |                 |
| 13                 | Floyd Ayité           | AS Nancy-Lorraine            | 7 (1)           | 15 février 1988   |                 |                 |                 |                 |                 |
| 15                 | Alaixys Romao         | Grenoble Foot 38             | 30 (0)          | 18 janvier 1984   |                 |                 |                 |                 |                 |
| 8                  | Komlan Amewou         | Strømsgodset IF              | 30 (2)          | 15 décembre 1983  |                 |                 |                 |                 |                 |
| 3                  | Guillaume Brenner     | Alki Larnaca                 | 4 (0)           | 1 février 1986    |                 |                 |                 |                 |                 |
| 7                  | Moustapha Salifou     | Aston Villa Football Club    | 45 (6)          | 1 juin 1983       |                 |                 |                 |                 |                 |
| 20                 | Mani Sapol            | Al-Ittihad Tripoli           | 2 (0)           | 5 juin 1991       |                 |                 |                 |                 |                 |
| 9                  | Thomas Dossevi        | FC Nantes                    | 25 (1)          | 6 mars 1979       |                 |                 |                 |                 |                 |
| 18                 | Yao Junior Sènaya     | Dibaa Al Hisn                | 33 (3)          | 19 avril 1984     |                 |                 |                 |                 |                 |
| Attaquants         |                       |                              |                 |                   |                 |                 |                 |                 |                 |
| 11                 | Jonathan Ayité        | Nîmes Olympique              | 7 (2)           | 21 juillet 1985   |                 |                 |                 |                 |                 |
| 4                  | Emmanuel Adebayor     | Manchester City              | 42 (18)         | 26 février 1984   |                 |                 |                 |                 |                 |
| 17                 | Serge Gakpé           | AS Monaco FC                 | 3 (0)           | 7 mai 1987        |                 |                 |                 |                 |                 |
| 14                 | Liyabé Kpatoumbi      | ASKO Kara                    | 2 (0)           | 25 mai 1986       |                 |                 |                 |                 |                 |
| Sélectionneur      |                       |                              |                 |                   |                 |                 |                 |                 |                 |
|                    | Hubert Velud          |                              |                 | 9 juin 1959       |                 |                 |                 |                 |                 |

### Tunisie
| Numéro / Nom       | Numéro / Nom        | Equipe actuelle             | Sél.            | Date de naissance | J.              |                 |                 |                 |                 |
| Gardiens de but    | Gardiens de but     | Gardiens de but             | Gardiens de but | Gardiens de but   | Gardiens de but | Gardiens de but | Gardiens de but | Gardiens de but | Gardiens de but |
| ------------------ | ------------------- | --------------------------- | --------------- | ----------------- | --------------- | --------------- | --------------- | --------------- | --------------- |
| 16                 | Aymen Mathlouthi    | Étoile sportive du Sahel    | 14 (0)          | 14 septembre 1984 | 3               |                 | 1               |                 |                 |
| 1                  | Adel Nefzi          | Club africain               | 1 (0)           | 16 mars 1974      |                 |                 |                 |                 |                 |
| 22                 | Farouk Ben Mustapha | Club athlétique bizertin    | 0 (0)           | 1 juillet 1989    |                 |                 |                 |                 |                 |
| Défenseurs         |                     |                             |                 |                   |                 |                 |                 |                 |                 |
| 11                 | Souheil Ben Radhia  | Widzew Łódź                 | 1 (0)           | 26 août 1985      | 2               |                 | 2               |                 |                 |
| 5                  | Ammar Jemal         | Young Boys                  | 7 (1)           | 20 avril 1987     | 3               |                 |                 | 1               |                 |
| 12                 | Khalil Chemmam      | Espérance sportive de Tunis | 2 (0)           | 3 juillet 1987    |                 |                 |                 |                 |                 |
| 4                  | Radhouane Felhi     | TSV Munich 1860             | 14 (2)          | 25 mars 1984      |                 |                 |                 |                 |                 |
| 3                  | Karim Haggui        | Hanovre 96                  | 59 (5)          | 20 janvier 1984   | 3               |                 | 1               |                 |                 |
| 21                 | Bilel Ifa           | Club africain               | 2 (0)           | 8 mars 1990       |                 |                 |                 |                 |                 |
| 2                  | Khaled Souissi      | AC Arles-Avignon            | 11 (0)          | 20 mai 1985       | 2               |                 |                 |                 |                 |
| 18                 | Yassin Mikari       | FC Sochaux-Montbéliard      | 17 (1)          | 9 janvier 1983    | 3               |                 |                 |                 |                 |
| Milieux de terrain |                     |                             |                 |                   |                 |                 |                 |                 |                 |
| 7                  | Chaouki Ben Saada   | OGC Nice                    | 34 (4)          | 1 juillet 1984    | 3               |                 |                 |                 |                 |
| 10                 | Oussama Darragi     | Espérance sportive de Tunis | 12 (3)          | 24 juillet 1987   | 1               |                 |                 |                 |                 |
| 8                  | Khaled Korbi        | Espérance sportive de Tunis | 8 (0)           | 16 décembre 1985  | 3               |                 | 2               |                 |                 |
| 13                 | Chedi Hammemi       | Club sportif sfaxien        | 8 (0)           | 14 juin 1986      |                 |                 |                 |                 |                 |
| 14                 | Haythem Mrabet      | Club sportif sfaxien        | 3 (0)           | 15 octobre 1980   | 1               |                 |                 |                 |                 |
| 20                 | Mohamed Ali Nafkha  | FC Zurich                   | 7 (0)           | 25 janvier 1986   | 3               |                 | 1               |                 |                 |
| 6                  | Hocine Ragued       | SK Slavia Prague            | 20 (0)          | 11 février 1983   | 3               |                 |                 |                 |                 |
| Attaquants         |                     |                             |                 |                   |                 |                 |                 |                 |                 |
| 19                 | Youssef Msakni      | Espérance sportive de Tunis | 0 (0)           | 28 octobre 1990   | 2               |                 |                 |                 |                 |
| 15                 | Zouhaier Dhaouadi   | Club africain               | 5 (0)           | 1 janvier 1988    | 3               | 1               | 1               |                 |                 |
| 23                 | Ahmed Akaichi       | FC Ingolstadt 04            | 0 (0)           | 23 février 1989   | 2               |                 |                 |                 |                 |
| 17                 | Issam Jemâa         | RC Lens                     | 41 (15)         | 28 janvier 1984   | 3               |                 | 1               |                 |                 |
| 9                  | Amine Chermiti      | Al Ittihad Djeddah          | 18 (2)          | 26 décembre 1987  | 3               | 1               |                 |                 |                 |
| Sélectionneur      |                     |                             |                 |                   |                 |                 |                 |                 |                 |
|                    | Faouzi Benzarti     |                             |                 | 1 janvier 1950    |                 |                 |                 |                 |                 |

### Zambie
| Numéro / Nom       | Numéro / Nom     | Équipe                                  | Sél. (but)      | Date de naissance | J.              |                 |                 |                 |                 |
| Gardiens de but    | Gardiens de but  | Gardiens de but                         | Gardiens de but | Gardiens de but   | Gardiens de but | Gardiens de but | Gardiens de but | Gardiens de but | Gardiens de but |
| ------------------ | ---------------- | --------------------------------------- | --------------- | ----------------- | --------------- | --------------- | --------------- | --------------- | --------------- |
| 22                 | Jacob Banda      | Zesco United                            | 8 (0)           | 11 février 1988   | 0               | 0               | 0               | 0               | 0               |
| 1                  | Kalililo Kakonje | AmaZulu Football Club                   | 0 (0)           | 1 janvier 1985    | 0               | 0               | 0               | 0               | 0               |
| 16                 | Kennedy Mweene   | Free State Stars Football Club          | 44 (0)          | 11 décembre 1984  | 4               | 0               | 0               | 0               | 0               |
| Défenseurs         |                  |                                         |                 |                   |                 |                 |                 |                 |                 |
| 3                  | Dennis Banda     | Green Buffaloes Football Club           | 14 (0)          | 10 décembre 1988  | 0               | 0               | 0               | 0               | 0               |
| 5                  | Hichani Himoonde | Zesco United                            | 13 (2)          | 15 juin 1985      | 2               | 0               | 1               | 0               | 0               |
| 19                 | Thomas Nyrienda  | Zanaco Football Club                    | 4 (0)           | 21 janvier 1984   | 4               | 0               | 0               | 0               | 0               |
| 15                 | Chintu Kampamba  | AmaZulu Football Club                   | 17 (0)          | 28 décembre 1980  | 3               | 0               | 2               | 0               | 0               |
| 4                  | Joseph Musonda   | Lamontville Golden Arrows Football Club | 58 (0)          | 30 mai 1977       | 4               | 0               | 2               | 0               | 0               |
| 2                  | Francis Kasonde  | Al-Suwaiq                               | 18 (2)          | 1 septembre 1986  | 1               | 0               | 0               | 0               | 0               |
| 6                  | Emmanuel Mbola   | FC Pyunik Erevan                        | 11 (0)          | 10 mai 1993       | 4               | 0               | 0               | 0               | 0               |
| Milieux de terrain |                  |                                         |                 |                   |                 |                 |                 |                 |                 |
| 17                 | Rainford Kalaba  | União Desportiva de Leiria              | 36 (4)          | 14 août 1986      | 3               | 1               | 2               | 0               | 0               |
| 13                 | Stopilla Sunzu   | Konkola Blades Football Club            | 9 (1)           | 22 juin 1989      | 4               | 0               | 0               | 0               | 0               |
| 8                  | Isaac Chansa     | Helsingborgs IF                         | 26 (0)          | 23 octobre 1986   | 1               | 0               | 0               | 0               | 0               |
| 10                 | Felix Katongo    | Mamelodi Sundowns Football Club         | 34 (4)          | 18 avril 1984     | 4               | 0               | 2               | 0               | 0               |
| 14                 | Noah Chivuta     | Maritzburg United                       | 12 (1)          | 25 décembre 1983  | 2               | 0               | 0               | 0               | 0               |
| 11                 | Chris Katongo    | Arminia Bielefeld                       | 50 (10)         | 31 août 1982      | 4               | 1               | 1               | 0               | 0               |
| 20                 | William Njovu    | Hapoel Kiryat Shmona                    | 9 (1)           | 4 mars 1987       | 2               | 0               | 0               | 0               | 0               |
| 23                 | Clifford Mulenga | Mpumalanga Black Aces                   | 15 (1)          | 5 août 1987       | 1               | 0               | 0               | 0               | 0               |
| Attaquants         |                  |                                         |                 |                   |                 |                 |                 |                 |                 |
| 7                  | Jacob Mulenga    | FC Utrecht                              | 26 (4)          | 12 février 1984   | 4               | 2               | 0               | 0               | 0               |
| 12                 | James Chamanga   | Dalian Haichang                         | 29 (8)          | 2 février 1980    | 4               | 1               | 0               | 0               | 0               |
| 21                 | Emmanuel Mayuka  | Maccabi Tel-Aviv                        | 15 (3)          | 27 décembre 1984  | 3               | 0               | 0               | 0               | 0               |
| 9                  | Collins Mbesuma  | Moroka Swallows Football Club           | 27 (11)         | 3 février 1984    | 0               | 0               | 0               | 0               | 0               |
| 18                 | Given Singuluma  | TP Mazembe                              | 13 (3)          | 19 juillet 1986   | 0               | 0               | 0               | 0               | 0               |
| Sélectionneur      |                  |                                         |                 |                   |                 |                 |                 |                 |                 |
|                    | Hervé Renard     |                                         |                 | 30 septembre 1968 |                 |                 |                 |                 |                 |